# Distrikt Levanto
Der Distrikt Levanto liegt in der Provinz Chachapoyas in der Region Amazonas in Nord-Peru. Der Distrikt wurde am 3. Mai 1955 gegründet. Er besitzt eine Fläche von 74,8 km². Beim Zensus 2017 wurden 838 Einwohner gezählt. Im Jahr 1993 lag die Einwohnerzahl bei 1170, im Jahr 2007 bei 945. Sitz der Distriktverwaltung ist die etwa 2650 m hoch gelegene Ortschaft Levanto mit 483 Einwohnern (Stand 2017). Levanto befindet sich 9 km südsüdwestlich der Provinz- und Regionshauptstadt Chachapoyas.

## Geographische Lage
Der Distrikt Levanto befindet sich in der peruanischen Zentralkordillere im zentralen Westen der Provinz Chachapoyas. Der Distrikt liegt am Ostufer des nach Norden fließenden Río Utcubamba. Im Süden wird das Areal von dessen Zuflüssen Quebrada Osmal und Río Yuyac begrenzt.
Der Distrikt Levanto grenzt im Westen an die Distrikte Tingo und Inguilpata (beide in der Provinz Luya), im Norden an den Distrikt Chachapoyas, im Osten an den Distrikt Soloco sowie im Süden an die Distrikte San Isidro de Maino und Magdalena.

## Ortschaften
Neben dem Hauptort gibt es folgende größere Ortschaften im Distrikt:
- Collacruz (213 Einwohner)